# Flugplatz Phaeton

i7
i11
i13
Der Flugplatz Phaeton (französisch Aéroport Phaeton, Haitianisch-Kreolisch Ayewopò Fayeton, LID: HT-0011) liegt im Département Nord-Est von Haiti im Nordosten des Landes an der Grenze zur Dominikanischen Republik.

## Beschreibung
Der Flugplatz Phaeton liegt mit seiner 1100 Meter langen Piste einen Kilometer westlich der Ortschaft Phaeton. Die kaum noch als solche erkennbare Piste ist nicht eingefriedet und nicht gesichert. Flugverkehr unterstützende Einrichtungen irgendwelcher Art sind nicht vorhanden.
Der Flugplatz soll für Chartermaschinen nutzbar sein; Mission Aviation Fellowship führt Phaeton jedoch nicht mehr als einen Zielflugplatz.
Im Jahr 1979 wurde eine große hier traditionell betriebene Sisal-Plantage mit Fabrik zur Weiterverarbeitung der Fasern eingestellt. Sie war über Jahrzehnte Zentrum einer wirtschaftlich florierenden Gemeinde, deren Kraftwerk auch Fort-Liberté versorgte. Der Niedergang des Gemeinwesens ließ den Flugplatz mangels Verkehr verwahrlosen.